# Tange (toponiem)
Een tange is een landengte of isthmus, dat is een smalle strook land die twee landmassa's verbindt  Als zodanig wordt het woord tange nog altijd in het Deens gebruikt. Het is verwant met het woord tonge in landtong, dat vooral wordt gebruikt voor stukken land die in een smalle strook uitlopen of in zee uitsteken.

## Nederland
In Nederland werd het woord gebruikt om een dekzandrug in een hoogveenmoeras aan te duiden. Verschillende tangen, zoals Bourtange vormden smalle passages door Bourtangermoeras, Het Middelnederduitse woord (hus)tangen verwijst naar twee rijen funderingspalen, waartussen het fundament van een woning wordt opgericht. Het woord duidt daarom op een landtong die was ingeklemd tussen de moerassen. Een alternatieve verklaring gaat ervan uit dat een dergelijke landtong als het ware door een tang (gereedschap) wordt omsloten.
Op de zandruggen in de landstreek Westerwolde bevinden zich meerdere nederzettingen, die tange in hun naam hebben.: De meeste namen zijn (met uitzondering van Bourtange) eerst in de 19e eeuw gedocumenteerd.
- Borgertange
- Bourtange
- Jipsingboertange
- Tange (Tange-Alteveer)
- Wessingtange

In veldnamen komt het toponiem voor als Hanetang, Hoendertange, Kaltentange en Zandtange. De veldnaam tange is ook elders in Nederland bekend, bijvoorbeeld in Drenthe (Veentangen te Gieten) en het Land van Maas en Waal (op der Tangen te Maasbommel).
Verwante plaats- en veldnamen met -tonge komen vooral in het westen van Nederland voor, bijvoorbeeld Oude-Tonge en Nieuwe-Tonge.

## Duitsland
- Tange is een buurtschap in de stad Varel (Landkreis Friesland)
- Tangerfeld is een buurtschap bij Bockhorn (Landkreis Friesland)
- Sandtange is een gehucht in de gemeente Hatten (Landkreis Oldenburg), ten zuiden van de stad Oldenburg.

De veldnaam Tange komt ook voor in het Ammerland bij Oldenburg.

## Denemarken
- Agger Tange is een natuurgebied aan het Limfjord, gelegen op een smalle landtong of schoorwal die deze binnenzee van de Noordzeekust afscheidt.
- Tange is een plaats in de regio Midden-Jutland, gelegen bij het stuwmeer Tange Sø.